# Илдар Абдразаков
Илдар Амиирович Абдразаков (на руски: Ильда́р Ами́рович Абдраза́ков; на башкирски: Абдразаҡов Илдар Әмир улы) е оперен певец (бас) от Русия.
Роден е и израсъл в Уфа, столицата на Башкортостан. Семейството му е тясно свързано с изкуството. Майка му е художничка, а баща му известен актьор и режисьор. По-големият му брат Аскар Абдразаков е също оперен певец.
Завършва Уфимския държавен институт по изкуствата през 1999 г.
Носител е на званията „Народен артист на Република Башкортостан“ (2011), „Народен артист на Република Татарстан“ (2013), кавалер е на Ордена „Дружба на народите на Башкортостан“ (2015); лауреат е на националната театрална награда „Златна маска“ (2013) и на наградата „Грами“ (2011).